# Henri Paul Jonquières
Pour les articles homonymes, voir Jonquières.
Henri Paul Jonquières, né le 16 mars 1895 à Buenos Aires et mort à Coulommiers le 2 août 1975, est un éditeur, typographe et directeur artistique français.

## Parcours
Descendant de Léon Jonquières (1840-1919), né à Montréjeau (Haute-Garonne) et qui émigra à Buenos Aires en 1859, Henri Paul et sa famille reviennent en France en 1902 et s’installent à Paris. Après la guerre, aidé par l'éditeur parisien Georges Crès qui avait épousé sa sœur Amélie Jonquières (1883-1958), Henri Paul se lance dans les métiers du livre. En mai 1922, il crée sa propre maison d'édition, les Éditions Henri Jonquières et Cie au 21 rue Visconti.
Les ouvrages publiés par Jonquières sont particulièrement soignés, par les choix typographiques exigeants et l'apport d'illustrateurs talentueux, ils sont vite remarqués. Sa collection « Les Beaux Romans » l'inscrit rapidement dans le paysage de la haute bibliophilie de l'époque. 
En 1928, Georges Crès cède sa société Les Arts et le Livre à Henri Jonquières qui sous le même nom va exploiter les deux maisons. Fin 1929, les difficultés économiques commencent : les acheteurs de livres illustrés se font de plus en plus rares. Après une première mise en liquidation en 1932, Jonquières dépose le bilan en 1935 : il laisse un catalogue de près de 160 livres. Il déménage alors au 21 rue du Vieux-Colombier et entre en 1934 au service du typographe Charles Peignot ; il concourt alors à la maquette et aux choix typographiques de la revue Les Arts et Métiers Graphiques jusqu'en 1939.
Après 1945, il devient directeur artistique, typographe et maquettiste ; il intervient à l’école Estienne et aux Beaux-Arts, ainsi que pour la librairie Nicaise (Paris).
Son fils Pierre Jonquières, né en 1933, est typographe et lithographe.

## Extrait du catalogue
- Quelques artistes ayant illustré les ouvrages publiés ou dirigés par Jonquières : Brodovitch,  Chas Laborde, Antoni Clavé, Daragnès, Pierre Falké, Emmanuel Gondouin, Alice Halicka, Berthold Mahn, Henry Moore, Pascin, Jean Oberlé, Pablo Picasso, Van Dongen, Jacques Villon, etc.

## Études bibliographiques
- Philippe Schuwer, « Jonquières, Henri », dans Dictionnaire encyclopédique du Livre, t. 2, Cercle de la Librairie, 2005 (ISBN 2-7654-0910-2), p. 645-646.